# Abisara rogersi
Abisara rogersi är en fjärilsart som beskrevs av Druce 1878. Abisara rogersi ingår i släktet Abisara och familjen Riodinidae. Inga underarter finns listade i Catalogue of Life.